# Julia Eisentraut
Julia Désirée Eisentraut (* 6. Januar 1993 in Schmelz) ist eine deutsche Politikerin (Bündnis 90/Die Grünen). Sie ist seit Juni 2022 Mitglied des Landtags in Nordrhein-Westfalen. 

## Leben
Eisentraut wuchs in Schmelz im Saarland auf und studierte an der Universität des Saarlands in Saarbrücken Informatik. Seit April 2015 promoviert Eisentraut in der Informatik, zunächst an der Universität Paderborn, dann an der TU München. 
Sie ist verheiratet und wohnt in Detmold.

## Politik
Bei der Landtagswahl in Nordrhein-Westfalen 2022 kandidierte Eisentraut im Landtagswahlkreis Lippe I und erreichte 16,99 % der Erst- sowie 15,21 % der Zweitstimmen. Das Direktmandat ging an Klaus Hansen von der CDU, Eisentraut zog über Platz 35 der Landesliste der Grünen in den Landtag ein.